# Seriana Promethea
Seriana Promethea ist ein Jazzalbum des David Murray Brave New World Trio. Die am 27. November 2021 in den Hardstudios Winterthur entstandenen Aufnahmen erschienen am 20. Mai 2022 auf Intakt Records.

## Hintergrund
Im Jahr 2020 befand sich der Saxophonist und Bassklarinettist David Murray in Italien, als seine Mailänder Agentin Ludmilla Faccenda ihm vorschlug, sich zwecks musikalischer Zusammenarbeit während des Lockdowns infolge der COVID-19-Pandemie an den damals in Mailand lebenden Schlagzeuger Hamid Drake zu wenden. Als Kontrabassisten bot sie ihm Brad Jones an, der sich zu dieser Zeit in Venedig aufhielt. Dieses Trio, Brave New World Trio genannt, erlaubte es Murray, Drake und Jones während der Pandemie, in einer Brachezeit für Auftritte, etwas musikalische Arbeit. Das Trio trat viele Male auf (per Video übertragen), bevor es schließlich für das Label Intakt in der Schweiz ins Studio ging. Die Musik stammt ausschließlich von Murray, mit Ausnahme einer Coverversion von „If You Want Me to Stay“ von Sly Stone, ein Stück von dessen Album Fresh (1973).

## Titelliste
- David Murray: Seriana Promethea (Intakt)

1. Necktar 8:17
2. Metouka Sheli (Ballade for Adrienne) 7:21
3. Rainbows for Julia 8:31
4. Switchin' in the Kitchen 9:34
5. Anita et Annita 7:24
6. If You Want Me to Stay (Sly Stone) 6:25
7. Am Gone Get Some 5:15

Wenn nicht anders vermerkt, stammen die Kompositionen von David Murray.

## Rezeption

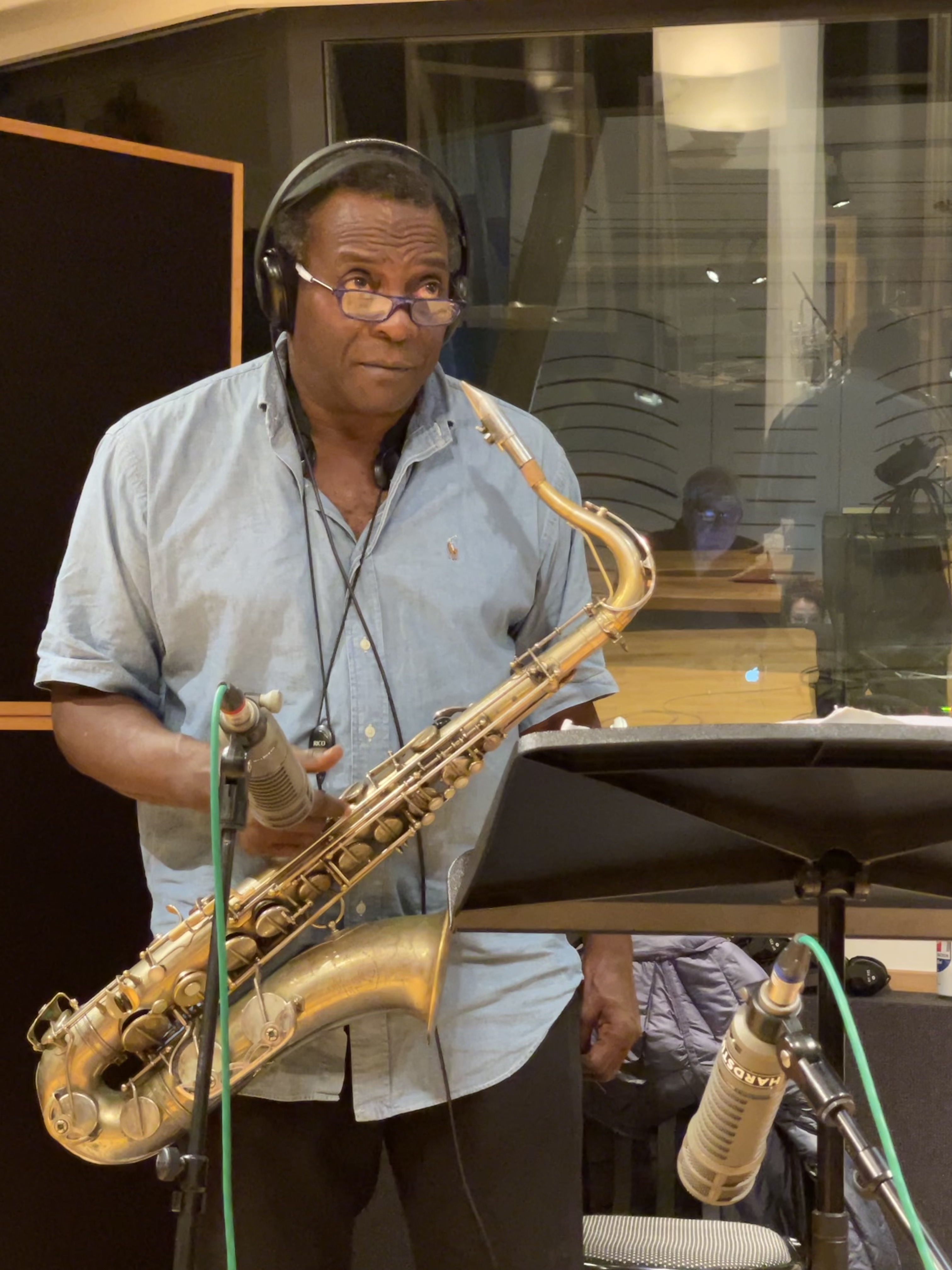
David Murray im Studio bei der Aufnahme des Albums (2021)

Phil Freeman schrieb in Ugly Beauty/Stereogum, wie man es von Drake hinter dem Schlagzeug erwarten könne, sei dies eine intensiv rhythmische Musik, „mit einem Swing im Funk und einem Funk im Swing“. Jones halte seine Basslinien einfach und konzentriere sich auf Vorwärtsbewegung und Intensität, aber es gebe auch einige überraschende Wendungen, und seine Fähigkeit, das Energieniveau durch druckvolle, sich wiederholende Phrasen zu steigern, sei aufregend. Manchmal klinge er wie Charlie Haden in Ornette Colemans Band aus den frühen 1970er-Jahren, und manchmal eher wie Bootsy Collins in James Browns Band von 1969/70. Auf dem eröffnenden Titeltrack spielt Murray sein zweites Lieblingsinstrument, die Bassklarinette, über einer Art Dub-Jazz-Groove; Jones klimpere auf den Saiten seines Basses, während Drake ein kompliziertes Schlagzeugmuster hinlege, das den Leader dazu inspiriere, mit den Ventilklappen zu klappern und zu klatschen, und „in die unterirdischsten Katakomben des Instrumentenbereichs“ gleite, während klingelnde Snare und zischende Hi-Hat das Ganze in eine Art heilige Trance von endlosem Groove wenden.
Wenn man bedenkt, dass er Mitte der 1970er-Jahre zum ersten Mal als feuriger Free-Jazz-Saxophonist auftauchte, gilt der 67-jährige David Murray heutzutage als Jazz-Ältester, schrieb Peter Margasak in Complete Communion/The Quietus; aber nach ein paar ruhigen Jahren lasse die Energie und der Enthusiasmus, den er auf diesem Album vermittle, vermuten, dass er noch einiges zu zeigen vorhabe. Bei diesem hart [spielenden] neuen Trio bestehe kaum ein Zweifel, dass es Klick gemacht und das Trio seit dem November 2020 eine ernsthafte Entwicklung genommen hätte. Murrays melodische Kompositionen würden ihm jede Menge Sprungbretter für seinen immer noch grenzenlosen Improvisationseifer bieten. Auch wenn Murray vielleicht keine neuen Tricks vorführe, sei dies so gut, wie man ihn seit Jahrzehnten nicht mehr gehört habe, und die Verbindung, die ihm mit der Rhythmusgruppe gelinge, könnte nicht tiefer und natürlicher erscheinen.
Das Album beginnt mit „Seriana Promethea“, dem einzigen Stück, das auf der Bassklarinette gespielt wird, die Gelegenheit, seine Verbundenheit mit den Wurzeln in perfekter Verbindung mit Schlagzeug und Kontrabass auszudrücken, schrieb Claude Loxhay (Jazz halo).
„Suit Necktar“, mit dem Tenorsaxophon, sei eine Komposition, die er bereits mit seinem Oktett gespielt hatte. Seine Ballade „Metouka Shell“ beginne mit einem Kontrabass-Intro, das Coll’arco gespielt wird, dann im Pizzicato, was zum warmen Klang des Tenors führe, der in „Rainbow for Julia“ zu finden ist, einem Thema, das seiner Schwiegertochter gewidmet ist. „Switching in the kitchen“ nimmt einen Rhythmus mit lateinamerikanischen Akzenten an, gespielt in einem lebhaften Tempo. „Anita and Annita“, eine Art Rumba, basiere auf mehrfachen Rhythmuswechseln. In „If you want to stay“ leite der Kontrabass für Murrays Tenor ein, der sich für eine hohe Lage entscheide. „Am Gone Get Some“ markiere Murrays Rückkehr zu seinen Wurzeln, mit einem nervösen Spiel, das durch das dichte Spiel der Drums angeregt werde. Auf dem Album treffe man David Murray in Bestform an.
Seriana Promethea wurde im 3. Quartal 2022 auf die Bestenliste vom Preis der deutschen Schallplattenkritik aufgenommen. Hans-Jürgen Linke wies für die Jury darauf hin, dass das Brave New World Trio auf den gleichnamigen Roman von Aldous Huxley anspiele und sich „als widerständige Formation gegen Unfreiheit und Verschwörung – in reflektierendem Rückgriff auf erprobte Tugenden“ verstehe. „Der artikulatorische Reichtum und die Raffinesse der Musik“ seien frappierend, zugleich aber subtil. „Die Titel des neuen Albums wie auch der einzelnen Kompositionen werfen Fragen auf und verweisen auf einen musikalischen Kosmos, der sich aus den Erfahrungshorizonten der drei multipliziert.“